# 斯克吕
斯克吕（法語：Scrupt，法語發音：[skʁy]）是法国马恩省的一个市镇，属于维特里勒弗朗索瓦区。

## 地理
斯克吕（48°43'5"N, 4°47'5"E）面积11.46 平方千米，位于法国大東部大區马恩省，该省份为法国东北部内陆省份，北起阿登省，西北接埃纳省，西南接塞纳-马恩省，南至奥布省，东南接上马恩省，东临默兹省。
与斯克吕接壤的市镇（或旧市镇、城区）包括：布莱姆、欧西涅蒙、埃尔斯勒于捷、莫吕勒蒙图瓦、圣吕米耶-拉波皮勒斯、圣弗兰。

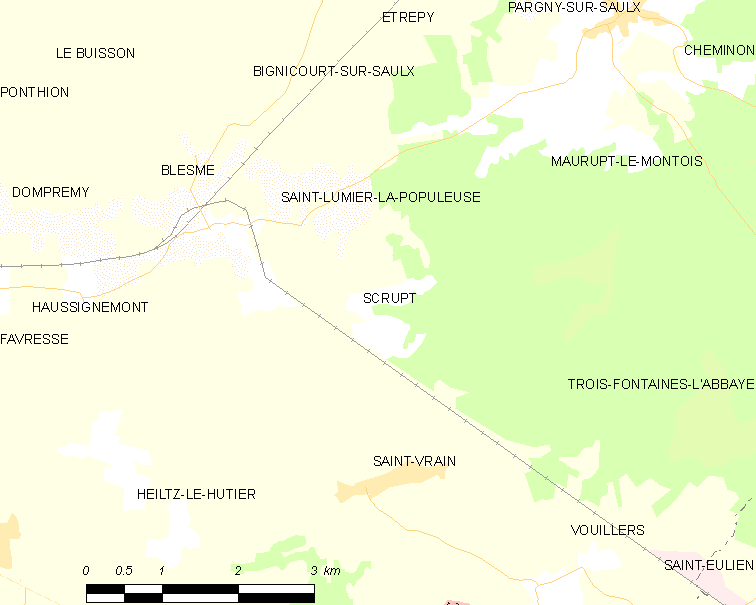
斯克吕的OSM定位图

斯克吕的时区为UTC+01:00、UTC+02:00（夏令时）。

## 行政
斯克吕的邮政编码为51340，INSEE市镇编码为51528。

## 政治
斯克吕所属的省级选区为塞迈兹莱班县。

## 人口

1962-2008年间斯克吕人口变化图示

斯克吕于2022年1月1日时的人口数量为124人。